# E.S. Posthumus
E.S. Posthumus — группа, игравшая музыку в «кинематографическом стиле». Это форма классического стиля, смешанная с барабанными ритмами и дополненная оркестровым и электронным звучанием.
Музыка вдохновлена философией Пифагора, его теорией о музыкальной гармонии. Сокращение E.S. это акроним слова «Experimental Sounds», тогда как «Posthumus» это стилизованное под латынь слово, обозначающее «последующие вещи».
Сформирована в 2000 году братьями Гельмутом и Францем Фонлихтен. Гельмут и Франц начали изучать музыку со своей матерью, после окончания школы Франц работал в звукозаписывающей студии, пока Гельмут получал степень по археологии в Университете Калифорнии. Лицензии на право использовать их музыку приобретались многими кино- и телекомпаниями, включая множество видеороликов и телешоу. Всего было выпущено три альбома.
22 июля 2010 года появилась официальная запись на страничке группы в Facebook о трагической смерти Франца Фонлихтена.

## Альбомы

### Unearthed
Unearthed — первый альбом, созданный E.S. Posthumus, он был доступен для заказа на сайте CD Baby в январе 2001 года, и стал третьим по продажам альбомом за все историю существования онлайн магазина. Успех альбома подтолкнул создателей к выпуску диска в мае 2005 года, который был издан лейблами Wigshop и 33rd Street Records/Bayside.
Над созданием этого альбома группа работала совместно с симфоническим оркестром Northwest Sinfonia, а также с Pedro Eustache, Michael Landau, Matt Laug, Lance Morrison, Davy Spillane and Efrain Toro.

#### Список композиций
Согласуясь с выражением «all things past», каждый из 13 треков назван в честь древних оставленных или разрушенных городов, однако Куско, Нара, Исфахан и Эштремош все ещё существуют.
1. «Antissa» — 5:12
2. «Tikal» — 3:47
3. «Harappa» — 4:36
4. «Ulaid» — 5:10
5. «Ebla» — 6:09
6. «Nara» — 4:51
7. «Cuzco» — 4:02
8. «Nineveh» — 3:42
9. «Lepcis Magna» — 3:28
10. «Menouthis» — 3:56
11. «Estremoz» — 5:06
12. «Pompeii» — 3:40
13. «Isfahan» — 4:35

Многие песни из этого альбома в дальнейшем использовались в различных видео трейлерах (Unfaithful,Vanity Fair,Spider-Man), телевизионных шоу (Top Gear, Cold Case) и видео играх (Ferrari Challenge: Trofeo Pirelli), или например, как трек «Nara», частью презентационного ролика архитектурной фирмы «L.A.V.A.» представляющий дизайн Beijing WaterCube, также этот трек был вступительной темой сериала 4400.

### Cartographer
Cartographer — второй альбом от E.S. Posthumus, основная работа над ним была сделана ещё в 2003 году, но из-за склонности братьев к поискам новых музыкальных идей на этом и остановилась. Только в начале 2007 года они вернулись к нему пригласив в качестве певицы Luna Suns.
На сайте CD Baby альбом вышел с таким описанием:

"В 1929 году древняя карта «Пири-реиса» была обнаружена в Константинополе. Карта была исключительна тем, что изображала бухты и острова побережья Антарктиды которые скрыты под толщей льда по крайней мере 6,000 лет. Какая цивилизация была способна на такие исследования столько лет назад?
В альбоме «Cartographer» мы представили, что эти исследователи из маленького острова Нума на юге Индийского океана. Отважные мореплаватели, они исследовали каждый уголок Земли. Мы создали уникальный язык, который через песни поведает об их творениях, открытиях и наследии, которое они оставили нам.
Это два CD диска, включающие вокальную и ремикс версию каждой песни. Последний также содержит два бонус трека.

В ремикс версиях вокал Luna Suns был заменен инструментальным соло и хоровой составляющей, для придания стиля звучания первого альбома «Unearthed».

#### Список композиций
Диск 1 — Luna Sans (Вокал)
1. «Nolitus» — 4:30
2. «Isunova» — 5:29
3. «Vorrina» — 6:12
4. «Selisona» — 5:05
5. «Marunae» — 4:53
6. «Mosane» — 4:14
7. «Decifin» — 4:37
8. «Sollente» — 5:11
9. «Caarano» — 3:35
10. «Raptamei» — 5:20
11. «Oraanu» — 3:57
12. «Nivaos» — 5:12
13. «Nasivern» — 5:35

Диск 2 — Piri Reis Remixes (Ремикс)
1. «Ashielf Pi» — 1:32
2. «Oraanu Pi» — 3:38
3. «Marunae Pi» — 4:52
4. «Mosane Pi» — 4:16
5. «Isunova Pi» — 5:41
6. «Nasivern Pi» — 5:29
7. «Selisona Pi» — 4:31
8. «Raptamei Pi» — 5:54
9. «Caarano Pi» — 3:35
10. «Nivaos Pi» — 5:13
11. «Sollente Pi» — 5:12
12. «Decifin Pi» — 4:36
13. «Vorrina Pi» — 6:14
14. «Nolitus Pi» — 4:26
15. «Odenall Pi» — 5:06

### Makara
В описании к песне Arise, доступной на сайте CD Baby в 2008 году, было упомянуто о следующем альбоме — Deciphered. Но в интервью данной Original Sound Version в декабре 2009 года сказано, что их новый альбом будет иметь другое название. Новый альбом переименованный в Makara, содержал 15 песен и был выпущен 2 февраля 2010 года. Альбом доступен на CD дисках, в цифровом виде.

#### Список композиций
1. «Kalki» — 3:05
2. «Varuna» — 4:17
3. «Unstoppable» — 3:04
4. «Durga» — 3:41
5. «Manju» — 4:18
6. «Kuvera» — 4:05
7. «Ushas» — 3:55
8. «Lavanya» — 3:57
9. «Vishnu» — 3:38
10. «Indra» — 4:18
11. «Arise» — 4:12
12. «Saint Matthew Passion» — 3:38
13. «Krosah» — 4:50
14. «Anumati» — 3:19
15. «Moonlight Sonata» — 5:30

«Unstoppable» использовала компания CBS в своих промороликах NFL, позднее трек использовался в трейлере к фильму Шерлок Холмс, хоккейной командой Майами RedHawks в сезоне 2009—2010, а также BBC в шоу Top Gear.
Треки «Kuvera», «Ushas» и «Anumati» использовались в трейлере к японскому фильму Space Battleship Yamato. Трек Kalki использовался в стартовом трейлере игры Uncharted 3: Drake’s Deception.

## Синглы

### Rise to Glory
Сингл вышел в сентябре 2005 года, записан совместно с DJ Quik и Bizarre из группы D12.

### Run This Town/Posthumus Zone
E.S. Posthumus совместно с Jay-Z записали ремикс версию Run This Town and Posthumus Zone для CBS.